# Hasegawa Yui
Hasegawa Yui (長谷川 唯, sinh ngày 29 tháng 1 năm 1997) là một cầu thủ bóng đá nữ người Nhật Bản.

## Đội tuyển bóng đá nữ quốc gia Nhật Bản
Hasegawa Yui thi đấu cho đội tuyển bóng đá nữ quốc gia Nhật Bản.

## Thống kê sự nghiệp
| Nhật Bản  | Nhật Bản | Nhật Bản |
| Năm       | Trận     | Bàn      |
| --------- | -------- | -------- |
| 2017      | 13       | 2        |
| 2018      | 17       | 2        |
| 2019      | 9        | 3        |
| Tổng cộng | 39       | 7        |

## Bàn thắng quốc tế
| Thứ tự | Ngày             | Nơi diễn ra trận đấu                                      | Đối thủ           | Bàn thắng | Kết quả | Giải đấu             |
| ------ | ---------------- | --------------------------------------------------------- | ----------------- | --------- | ------- | -------------------- |
| 1.     | 3 tháng 3, 2017  | Sân vận động Bela Vista Municipal, Parchal, Bồ Đào Nha    | Iceland           | 1–0       | 2–0     | Algarve Cup 2017     |
| 2.     | 3 tháng 3, 2017  | Sân vận động Bela Vista Municipal, Parchal, Bồ Đào Nha    | Iceland           | 2–0       | 2–0     | Algarve Cup 2017     |
| 3.     | 5 tháng 3, 2018  | Sân vận động Estádio Algarve, Almancil, Bồ Đào Nha        | Đan Mạch          | 1–0       | 2–0     | Algarve Cup 2018     |
| 4.     | 25 tháng 8, 2018 | Sân vận động Gelora Sriwijaya, Palembang, Indonesia       | CHDCND Triều Tiên | 2–0       | 2–1     | Algarve Cup 2018     |
| 5.     | 3 tháng 3, 2019  | Sân vận động Nissan, Nashville, Hoa Kỳ                    | Brasil            | 3–1       | 3–1     | SheBelieves Cup 2019 |
| 6.     | 9 tháng 4, 2019  | Sân vận động Benteler-Arena, Paderborn, Đức               | Đức               | 2–1       | 2–2     | Giao hữu             |
| 7.     | 25 tháng 6, 2019 | Sân vận động Roazhon Park, Rennes, Pháp                   | Hà Lan            | 1–1       | 1–2     | World Cup 2019       |
| 8.     | 6 tháng 10, 2019 | Sân vận động IAI Nihondaira, Shizuoka, Nhật Bản           | Canada            | 3–0       | 4–0     | Giao hữu             |
| 9.     | 11 tháng 4, 2021 | Sân vận động Quốc gia Nhật Bản, Tokyo, Nhật Bản           | Panama            | 3–0       | 7–0     | Giao hữu             |
| 10.    | 21 tháng 1, 2022 | Khu liên hợp thể thao Shree Shiv Chhatrapati, Pune, Ấn Độ | Myanmar           | 2–0       | 5–0     | Cúp châu Á 2022      |
| 11.    | 21 tháng 1, 2022 | Khu liên hợp thể thao Shree Shiv Chhatrapati, Pune, Ấn Độ | Myanmar           | 5–0       | 5–0     | Cúp châu Á 2022      |